# Juan de la Caridad García Rodríguez
Juan de la Caridad García Rodríguez (Camagüey, 11 de julio de 1948) es un prelado católico cubano. Es el actual Arzobispo de San Cristóbal de La Habana.
Fue creado cardenal por el Papa Francisco.

## Biografía
Fue miembro del primer grupo de sacerdotes educados enteramente en Cuba. Ingresó en el Seminario “San Basilio Magno” en El Cobre, Santiago de Cuba donde comenzó sus estudios filosóficos y teológicos, posteriormente concluyendo su formación teológica en el Seminario “San Carlos y San Ambrosio” (actual Centro Cultural Padre Felix Varela) en La Habana.
Fue ordenado sacerdote el 25 de enero de 1972 en el templo parroquial de ‘’Nuestra Señora de la Candelaria’’ de Morón, perteneciente a la actual Diócesis de Ciego de Ávila, a los veintitrés años. 
El 15 de marzo de 1997 fue nombrado Obispo Auxiliar de Camagüey (1997-2002) y consagrado Obispo en el Templo de Nuestra Señora de la Merced en la ciudad de Camagüey el 7 de junio de ese mismo año, a manos de Adolfo Rodríguez Herrera, Obispo de Camagüey. Su lema de episcopado escogido fue: “Ve y anuncia el evangelio” (Mc 16,15). En 1998 Camagüey fue nombrada Arquidiócesis y en febrero de 2002 sucedió a Herrera como Arzobispo de la Arquidiócesis de Camagüey (2002-2016). Desarrolló programas de evangelización donde los abuelos enseñaban los principios del Catolicismo a sus nietos. También estableció ministerios en las prisiones, con el permiso del gobierno.
García Rodríguez fue presidente de la primera Asamblea Nacional de Misiones en el 2006. Fue elegido presidente de la Conferencia Episcopal de Cuba (2006-2010). Representó a Cuba en la quinta Asamblea de Obispos de América Latina y el Caribe en Aparecida (2007) donde se promulgó la Declaración de Aparecida, redactada por el Cardenal Bergoglio de Buenos Aires (posteriormente Papa Francisco). El Vaticano lo nombró miembro del Consejo Pontificio para la Justicia y la Paz, en febrero de 2007.
En 2017 participó en la sesión del Sínodo de la Familia.
El 26 de abril de 2016, el Papa Francisco lo nombró Arzobispo de La Habana, sucediendo al Cardenal Jaime Lucas Ortega y Alamino. El periódico del Partido Comunista de Cuba, "Granma", anunció su designación. Fue instalado el 22 de mayo del mismo año.
El 5 de octubre de 2019, el Papa Francisco le elevó a Cardenal en una ceremonia celebrada en la Basílica de San Pedro (Vaticano). Rebió el título de la iglesia de Santi Aquila e Priscilla, una iglesia titular en Roma asignada a cardenales presbíteros.
El 14 de enero de 2020 fue nombrado miembro de la Congregación para el Clero y el 21 de enero, miembro de la Pontificia Comisión para América Latina ad quinquennium.